# Assemblée wallonne
L'Assemblée wallonne est une organisation belge d'action wallonne créé en 1912, sous l'action de Jules Destrée, comme parlement officieux de la Wallonie, aux yeux de ceux qui la créèrent après l'important Congrès de 1912 où assistèrent un grand nombre de parlementaires et élus locaux wallons.  C'est au cours de cette réunion que Pierre Paulus a présenté le coq wallon (coq hardy rouge sur fond jaune).
Sorte de Parlement wallon informel, l’Assemblée wallonne réunit jusqu'en 1940 les délégués de tous les groupements d’action wallonne ainsi que les parlementaires élus dans les arrondissements wallons : le but de l’Assemblée wallonne est d’étudier les modalités de la séparation administrative, en d’autres termes de proposer une nouvelle organisation institutionnelle de la Belgique qui garantisse aux Wallons de ne plus être continuellement minorisés.